# Broncin
Broncin – wieś sołecka w Polsce położona w województwie mazowieckim, w powiecie kozienickim, w gminie Grabów nad Pilicą.
| SIMC    | Nazwa       | Rodzaj    |
| ------- | ----------- | --------- |
| 0621506 | Kaczyniec   | część wsi |
| 0621512 | Nowe Cychry | część wsi |

W latach 1975–1998 miejscowość administracyjnie należała do województwa radomskiego. 15 lutego 2002 częścią wsi Broncin stała się ówczesna wieś Nowe Cychry.
Wierni kościoła rzymskokatolickiego należą do parafii Świętej Trójcy w Grabowie nad Pilicą.